# Бертола (Верчели)
Бертола је насеље у Италији у округу Верчели, региону Пијемонт.
Према процени из 2011. у насељу је живело 39 становника. Насеље се налази на надморској висини од 364 м.